# Canaan (anime)
Canaan és una sèrie d'anime, conceptualitzat pels co-fundadors de Type-Moon, Kinoko Nasu i Takashi Takeuchi, sobre la base de l'escenari que es va crear per a la novel·la visual de Sega en Wii 428: Fūsa Sareta Shibuya de, que es caracteritza per ser un dels pocs jocs als que s'ha atorgat una puntuació perfecta en la publicació de jocs Famitsu.

## Producció
La sèrie està sent animada per l'estudi d'animació PA Works, dirigida per Masahiro Ando, qui anteriorment va dirigir Bones movie Sword of the Stranger, i amb la composició per Mari Okada, que anteriorment va escriure Vampire Knight i True Tears, els dissenys de personatges estan a càrrec de Kanami Sekiguchi.